# Interliga (bejzbol)
Interliga je bejzbolaško ligaško natjecanje najboljih klubova iz Jugoistočne Europe. Igra se po liga-sustavu. 

## Natjecateljski sustav
2007. igralo se liga-sustavom od četiri turnira čiji su domaćini bili klubovi sudionici.

## Sudionici
(popis nepotpun)
Dosadašnji sudionici su bili iz Hrvatske, Slovenije i Srbije.
- Kelteks
- Vindija
- Ježica
- "Beograd '96.

## Pobjednici
- 1998.:  Olimpija[1]
- 1999.:  Olimpija[1]
- 2000.:  Lisjaki (Kranj)[1]
- 2001.:  Sleepwalkers (Budimpešta)[1]
- 2002.:  Ants (Nagykanizsa)[2]
- 2003.:  Zagreb[2]
- 2004.:  Zagreb[2]
- 2005.:  Nada SSM
- 2006.:  Kelteks[1]
- 2007.:  Kelteks
- 2008.:  Zagreb[2]
- 2009.:  Vindija Varaždin[1]
- 2010.:  Nada
- 2011.:  Zagreb[2]
- 2012.:  Buffaloes Blagoevgrad
- 2013.:  Kelteks[3]
- 2014.:  Kelteks[4]
- 2015.:  Nada[5]
- 2016.:  Nada[6]

## Poveznice
- službene stranice lige